# Дахауплатц (Регенсбург)

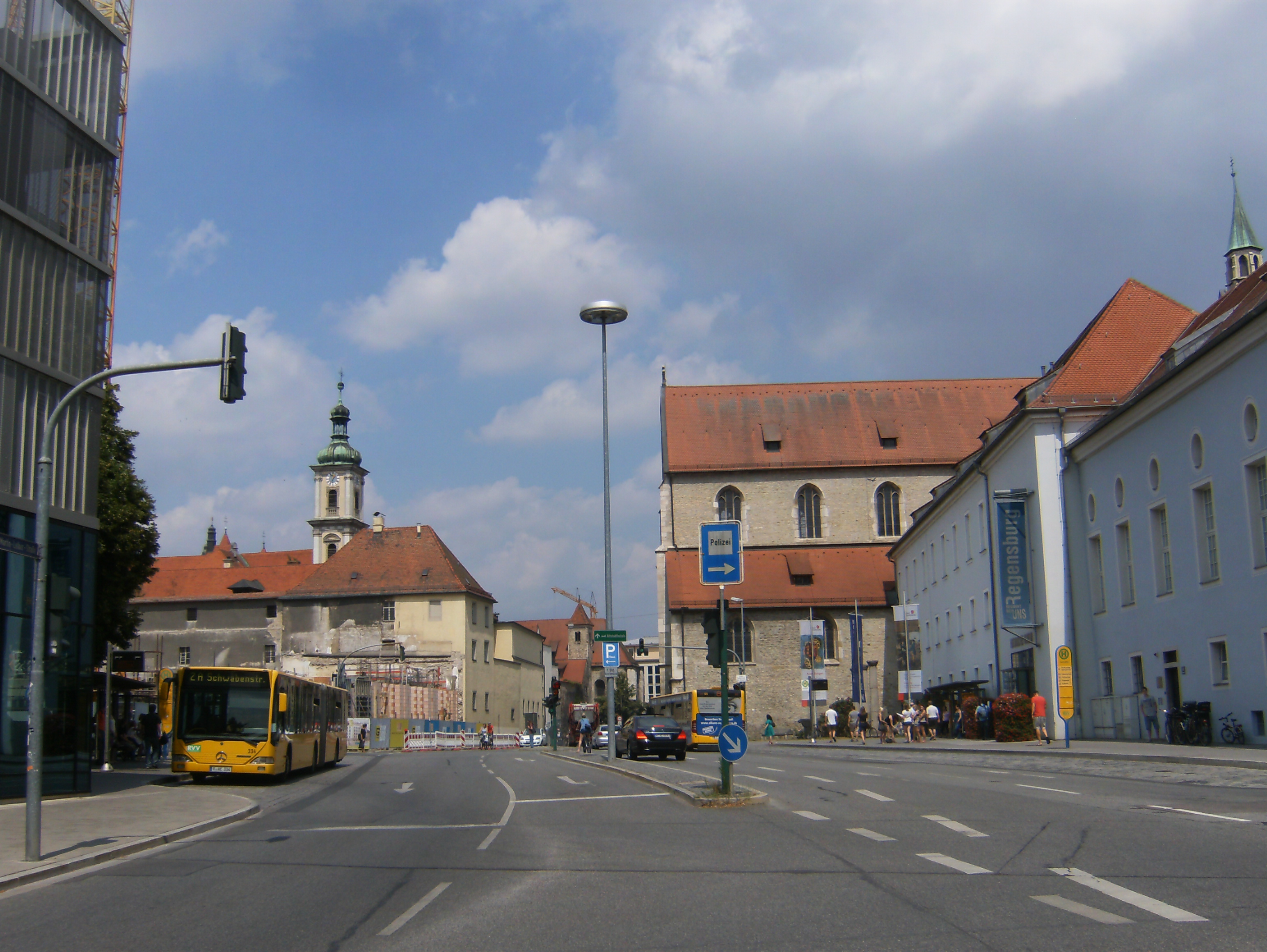
Дахауплатц в июле 2013 года

Дахауплатц (нем. Dachauplatz) — историческая площадь в старом городе Регенсбурга, Бавария, ФРГ. Крупный транспортный узел.

## Название
В конце 19 века место, на котором сегодня находится площадь называлось «Exerzierplatz». В 1918 году площадь сменила название на «Kasernenplatz» (Казарменная площадь) и в 1933 году была снова переименована на «Moltkeplatz». В память о жертвах национал-социализма, убитых в концлагере «Дахау», носит сегодня эта площадь имя «Dachauplatz».

## Расположение
Дахауплатц расположена в старом городе Регенсбурга на дороге от главного вокзала, перпендикулярно упирающейся в набережную Дуная. Площадь имеет размеры 180 м в длину и 60 м в ширину. С севера её ограничивает Schwanenplatz, на востоке — Исторический музей Регенсбурга и новое здание муниципалитета. На юге Königsstraße и на западе Dr.-Wunderle-Straße.

## История
Сегодняшняя Дахауплатц расположена частично внутри, частично снаружи восточной стены, датируемой 179 годом до н. э.. Стену построил римский император Марк Аврелий для укрепления лагеря легионеров Кастра Регина, который служил главным штабом III Италийского легиона.
В сегодняшнем паркинге на Дахауплатц в 1972 году во время строительных работ была обнаружена часть укрепительных сооружений длиной 60 м. Точное назначение сооружения до сих пор не совсем ясно. Вероятно, здесь располагались мастерские для ремонта оружия. К концу IV века Кастра Регина потеряла своё военное значение. В Средние Века, ок. 1228 года, на месте современного паркинга стоял монастырь ордена Magdalenerinnen. В 1296 году монахини принимают правила ордена св. Клары и становятся, таким образом, клариссами (нем.). В 1327 году монастырь сгорел до тла, но богатые семьи города пожертвовали деньги и монастырь тем не менее отстроили заново. В 1809 году город взяли под контроль войска Наполеона. Они подожгли и полностью уничтожили монастырь. До конца Первой Мировой войны открытое пространство на этом месте использовалось солдатами для построений.
На востоке Дахауплатц находится здание монастыря св. Сальвадора. Он был основан в 1221 году и с 1802 года, когда церковное имущество конфисковали, использовался сначала как казармы, затем как бюро сбора таможенной пошлины, армейский склад и как аварийное жилье. С 1931 года там находится Исторический музей Регенсбурга.
23 и 24 апреля 1945 года на площади, носившей при национал-социализме название Мольткеплатц (нем. Moltkeplatz), были убиты три человека. Церковный проповедник Доктор Йоханн Майер (Dr. Johann Maier) и работник лагеря Йозеф Зиркль (Josef Zirkl) были повешены; инспектор полиции Михаэль Лоттнер (Michael Lottner) перед этим был застрелен и его тело было положено под виселицей. Эти люди были убиты за то, что хотели сдать город американцам без битвы. Мемориальная стела была воздвигнута на этом месте в память о жестоких деяниях национал-социалистов.

## Использование
На Дахауплатц расположены шесть автобусных остановок, которые используются автобусной компанией Regensburger Verkehrsverbund (RVV). Длительное ожидание автобусов возможно около фонтана, в регенсбургском Марктхалле или во внутреннем дворе Исторического музея.

## Достопримечательности
- Исторический музей Регенсбурга
- Мемориальный памятник в честь повешенных жертв национал-социализма

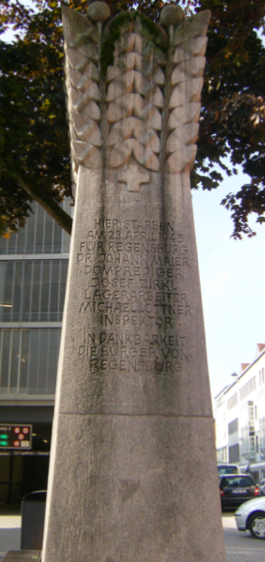
Мемориал жертвам национал-социализма, арх. Рихард Трибе (нем.) (1975)